# Malin Jonson
Anna Malin Fahlén (tidigare Jonson), född 8 januari 1984, är en svensk kommunikatör och spökskrivande författare. Tidigare har hon varit verksam som elithandbollsspelare och sportjournalist. Sedan 2017 arbetar Jonson som kommunikations- och PR-ansvarig för fotbollsklubben BK Häcken, och är sedan 2022 också vice klubbchef.
Som journalist var Fahlén verksam som sportreporter och -krönikör på bland annat GT/Expressen och Göteborgs-Posten. Hon deltog också i TV-kanalen C Mores sändningar från fotbollsallsvenskan, samt i sändningar från flera handbollsmästerskap.
2016 skrev hon den tidigare proffsboxaren Frida Wallbergs självbiografiska bok Alltid lite till – om att slåss för sitt liv.
2008 vann Fahlén SM-guld i handboll, som spelare i Skövde HF.
Sedan 2008 är Fahlén tillsammans med Björn Fahlén och har två barn.